# نيشان برناردو أوهيغينز
وسام برناردو أوهيجينس (بالأسبانية: وسام دي برناردو أوهيجينس ) هي جائزة صادرة عن تشيلي . وهو أعلى وسام مدني يُمنح للمواطنين غير التشيليين. تأسست هذه الجائزة في عام 1965 وسميت على اسم أحد مؤسسي الدولة التشيلية ، الجنرال برناردو أوهيغينز ، الذي كان زعيم الكفاح من أجل استقلال المستعمرات الإسبانية في الأمريكتين من عام 1810 إلى عام 1826.

## أشرطة الشريط
| فارس | ضابط | قائد | ضابط كبير | الصليب الكبير | طوق |

## المستلمون
- إميليو ألفاريز مونتالفان
- مارجوت بن صراف
- رافائيل بيلسا
- ماريا كافاكو سيلفا
- أرتور تشيلينجاروف
- جاك داتون
- كارلوس اسكودي
- بوب فولتون وجون كينان وروبرت سومرفيل [1][2][3]

- كلارك هيويت جالواي
- توماس كيرستينز
- أنطونيو لوبيز إستوريز وايت
- مايك ميدافوي
- آدم ميتشنيك
- الويس موك
- أوسكار أوسوريو
- كريستوفر ريف آدا روجاتو
- ستيوارت فان دايك [4]

- ماكسيم فيرهاغن

- ماكس ويستنهوفر

- هيكتور فالديز ألبيزو

## الصليب الكبير
- جان بيتر بالكينينده
- ماريا كافاكو سيلفا
- تيم فيشر
- بيت دي يونج
- روبرتو كوزاك (1992)[5][6]

- محمد السادس ملك المغرب
- سوناو سونودا
- تونكو ناكوي الدين
- جان برونك
- سيمون ويزنتال
- كزافييه باركونز(2020)[7]